# Vasile Tarlev
Vasile Petru Tarlev (né le 6 octobre 1963 à Bașcalia, Raion de Basarabeasca) est un homme politique moldave, Premier ministre de la République de Moldavie du 19 avril 2001 au 31 mars 2008.
Issu de la minorité bulgare de Moldavie et titulaire d'un diplôme d'ingénieur, il est membre du Parti des communistes de la république de Moldavie.
Tarlev a été nommé Premier ministre le 15 avril 2001 avant d'être confirmé à ce poste le 19. La large victoire communiste aux élections législatives moldaves du 6 mars 2005 (la moitié des sièges au parlement) a permis la reconduction de Tarlev au poste de Premier ministre.
Mis en minorité, Tarlev démissionne le 20 mars 2008 et est remplacé le 31 par Zinaida Greceanîi.